# Curicaca-real
A curicaca-real (Theristicus caerulescens) é uma espécie de ave da família Threskiornithidae.
Pode ser encontrada nos seguintes países: Argentina, Bolívia, Brasil, Paraguai e Uruguai.
Seus habitats naturais são: campos de gramíneas de baixa altitude subtropicais ou tropicais sazonalmente húmidos ou inundados e pastagens.